# Consola Virtual
La Consola Virtual, también llamado Virtual Console, fue un servicio de descarga de videojuegos clásicos ofrecido por Nintendo para sus videoconsolas Wii, Nintendo 3DS y Wii U. Según palabras del entonces presidente de Nintendo Satoru Iwata, la consola virtual supone a los videojuegos lo que la iTunes Store de Apple supone a la música. El servicio ofrecía al usuario juegos para descargar de las antiguas videoconsolas de Nintendo (Nintendo Entertainment System, Super Nintendo Entertainment System y Nintendo 64) y también de SEGA Mega Drive, Neo-Geo, TurboGrafx-16 (tanto juegos HuCARD como CD), y SEGA Master System, así como de los ordenadores Commodore 64 y MSX y juegos de antiguas portátiles (Game Gear, Game Boy, Game Boy Color, Game Boy Advance, Nintendo DS).
Reggie Fils-Aimé, presidente de Nintendo of America en ese entonces, confirmó durante el Electronic Entertainment Expo 2018 (E3 2018) que el servicio no llegará a Nintendo Switch, siendo reemplazado por el servicio Nintendo Switch Online, que comenzó sus funciones en septiembre de 2018. El servicio fue descontinuado el 30 de enero de 2019 en Wii junto con el cierre del canal Canal Tienda Wii y en Wii U y Nintendo 3DS junto con el cierre de la tienda Nintendo eShop el 27 de marzo de 2023.

## Precio

### Wii
El 14 de septiembre de 2006, Nintendo reveló el precio de los juegos que aparecerían en la consola virtual japonesa, 500 yenes para los títulos de Nintendo Entertainment System (NES), 800 yenes para los títulos de la Super Nintendo Entertainment System (SNES) y 1000 yenes para los títulos de la Nintendo 64 (N64), pudiéndose comprar los puntos mediante tarjeta de crédito o por tarjetas "Wii Points" (puntos Wii) (las cuales se venden en cualquier establecimiento). En Estados Unidos el precio en dólares sería 19,99 para una tarjeta Wii Points de 2.000 puntos mientras que el precio de los juegos sería de 5, 8 y 10 dólares, respectivamente.
| País                                                                 | NES     | SNES    | N64       | Mega Drive/Genesis   | TurboGrafx-16 | MSX  | Neo-Geo | Commodore 64 | Master System |
| -------------------------------------------------------------------- | ------- | ------- | --------- | -------------------- | ------------- | ---- | ------- | ------------ | ------------- |
| Wii Points                                                           | 500-600 | 800-900 | 1000-1200 | 800+ (600+ en Japón) | 600+          | 700+ | 900+    | 500          | 500           |
| Arabia Saudita (con puntos comprados a través de tarjetas de puntos) | $8,4    | $13,4   | $17       | $13,4                | $10           | -    | -       | -            | -             |
| Australia                                                            | $7,50   | $12     | $15       | $12                  | $9            | -    | -       | -            | -             |
| Canadá                                                               | $6,25   | $10     | $12,50    | $10                  | $7,50         | -    | -       | -            | -             |
| Estados Unidos                                                       | $5      | $8      | $10       | $8                   | $6            | -    | -       | -            | -             |
| Eurozona                                                             | €5-6    | €8-9    | €10-12    | €8                   | €6            | €7   | €9      | €5           | €5            |
| Japón                                                                | ¥500    | ¥800    | ¥1000     | ¥600                 | ¥600          | ¥700 | ¥900    | -            | -             |
| México                                                               | $52.90  | $84.64  | $105.80   | $84.64               | $63.48        | -    | -       | -            | -             |
| Nueva Zelanda                                                        | $9      | $14,40  | $18       | $14,40               | $10,80        | -    | -       | -            | -             |
| Reino Unido (con puntos comprados en línea)                          | £3,50   | £5,60   | £7,00     | £5,60                | £4,20         | -    | -       | -            | -             |
| Reino Unido (con puntos comprados a través de tarjetas de puntos)    | £3,75   | £6,00   | £7,50     | £6,00                | £4,50         | -    | -       | -            | -             |
| Singapur (los puntos comprados a través de tarjetas de puntos)       | $9,50   | $15,20  | $19       | $15,20               | $11,40        | -    | -       | -            | -             |
| Suecia (aproximadamente)                                             | 46 SEK  | 74 SEK  | 92 SEK    | 74 SEK               | 55 SEK        | -    | -       | -            | -             |

### Nintendo 3DS
| País                                                                 | NES           | SNES   | Game Boy | GBC    | Game Gear  | TurboGrafx-16 |
| -------------------------------------------------------------------- | ------------- | ------ | -------- | ------ | ---------- | ------------- |
| Arabia Saudita (con puntos comprados a través de tarjetas de puntos) | $8,4          | $13,4  | $17      | -      | $13,4      | -             |
| Australia                                                            | $7,50         | $12    | $15      | -      | $12        | -             |
| Canadá                                                               | $6,25         | $10    | $12,50   | -      | $10        | -             |
| Estados Unidos                                                       | $4.99         | $7.99  | $3.99    | $5.99  | $3.99-4.99 | -             |
| Eurozona                                                             | €5-6          | €8-9   | €10-12   | €7     | €8         | -             |
| Japón                                                                | ¥500          | ¥800   | ¥1000    | ¥700   | ¥600       | ¥600          |
| México                                                               | $48.99-$61,99 | $84.99 | $73.99   | $73.99 | $73.99     | -             |
| Nueva Zelanda                                                        | $9            | $14,40 | $18      | -      | $14,40     | -             |
| Reino Unido (con puntos comprados en línea)                          | £3,50         | £5,60  | £7,00    | -      | £5,60      | -             |
| Reino Unido (con puntos comprados a través de tarjetas de puntos)    | £3,75         | £6,00  | £7,50    | -      | £6,00      | -             |
| Singapur (los puntos comprados a través de tarjetas de puntos)       | $9,50         | $15,20 | $19      | -      | $15,20     | -             |
| Suecia (aproximadamente)                                             | 46 SEK        | 74 SEK | 92 SEK   | -      | 74 SEK     | -             |

### Wii U
| País                                                                 | NES          | SNES          | N64     | GBA          | NDS           | Wii     | TurboGrafx-16 | MSX  |
| -------------------------------------------------------------------- | ------------ | ------------- | ------- | ------------ | ------------- | ------- | ------------- | ---- |
| Arabia Saudita (con puntos comprados a través de tarjetas de puntos) | $8,4         | $13,4         | $17     | -            | $13,4         | -       | $10           | -    |
| Australia                                                            | $7,50        | $12           | $15     | -            | $12           | -       | $9            | -    |
| Canadá                                                               | $6,25        | $10           | $12,50  | -            | $10           | -       | $7,50         | -    |
| Estados Unidos                                                       | $5           | $8            | $10     | $9           | $8            | $19,99  | $6            | -    |
| Eurozona                                                             | €5-6         | €8-9          | €10-12  | €9           | €8            | €19,99  | €6            | -    |
| Japón                                                                | ¥500         | ¥800          | ¥1000   | ¥900         | ¥600          | ¥2750   | ¥600          | ¥700 |
| México                                                               | $61,99-86,99 | $98,99-123,99 | $123,99 | $86,99-98,99 | $86,99-123,99 | $431,99 | $73,99        | -    |
| Nueva Zelanda                                                        | $9           | $14,40        | $18     | -            | $14,40        | -       | $10,80        | -    |
| Reino Unido (con puntos comprados en línea)                          | £3,50        | £5,60         | £7,00   | £6,60        | £5,60         | £17,60  | £4,20         | -    |
| Reino Unido (con puntos comprados a través de tarjetas de puntos)    | £3,75        | £6,00         | £7,50   | £7           | £6,00         | £20,00  | £4,50         | -    |
| Singapur (los puntos comprados a través de tarjetas de puntos)       | $9,50        | $15,20        | $19     | -            | $15,20        | -       | $11,40        | -    |
| Suecia (aproximadamente)                                             | 46 SEK       | 74 SEK        | 92 SEK  | -            | 74 SEK        | -       | 55 SEK        | -    |

## Almacenamiento y controles

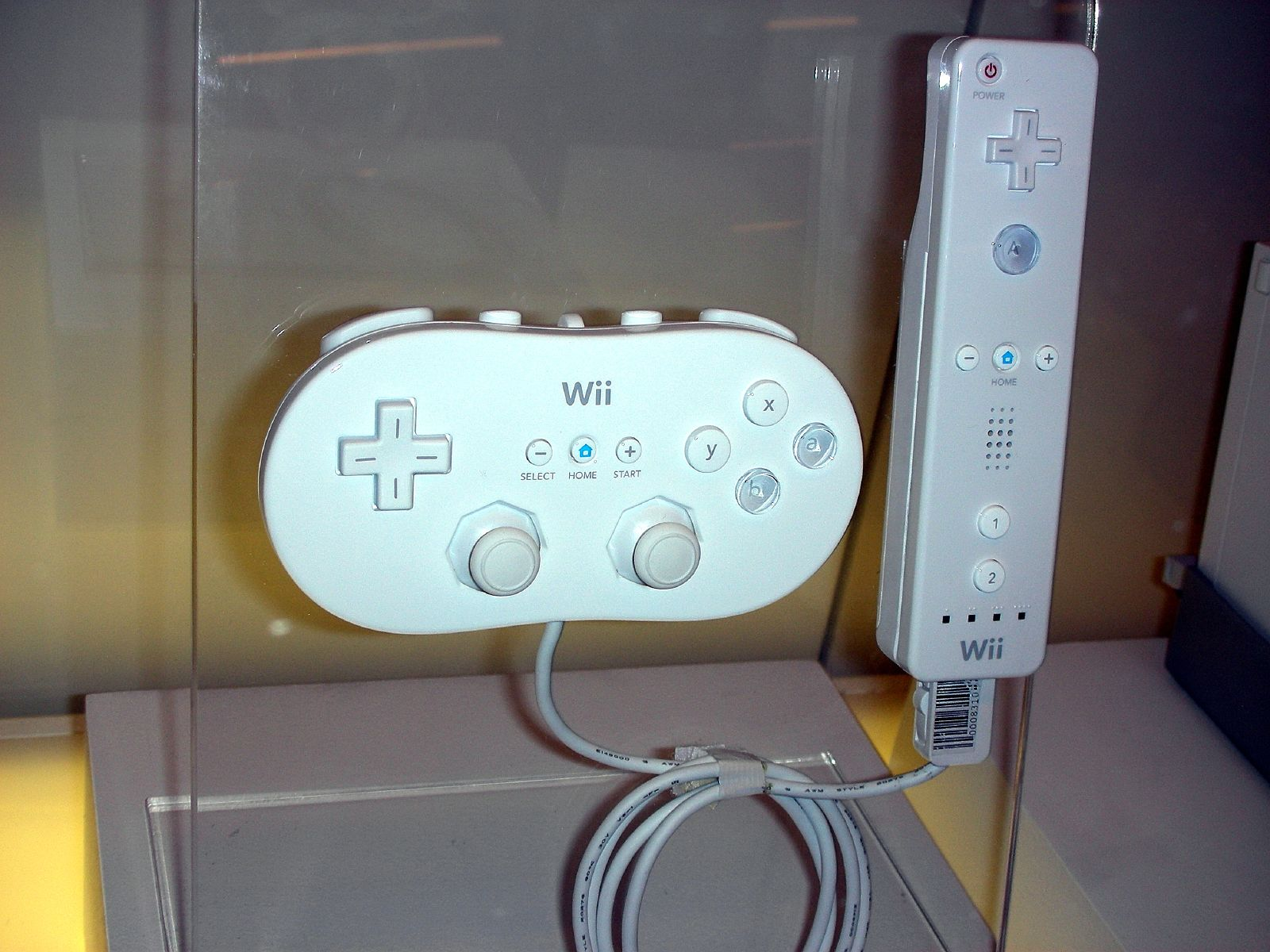
El mando clásico que puede ser usado con todos los juegos de la consola virtual.

Los juegos descargados desde el catálogo de la consola virtual pueden ser almacenados tanto en la memoria flash interna que tiene la consola de 512 MB como en memorias SD insertadas en la ranura frontal de Wii. Si la memoria interna de la consola se llena, los juegos descargados se pueden eliminar para poder jugar a otros juegos, ya que no hay problema en descargarse de nuevo a la memoria, sin necesidad de volver a pagar por los juegos ya comprados sin coste adicional (a menos de que uno borre su cuenta del Canal Tienda Wii). Cada juego descargado es exclusivo a una Wii sin poder ser jugado en otra Wii con el mismo juego ya que van cifrados con un código único de cada consola.
La consola virtual tiene restricción por regiones, es decir, cada región (la región europea, americana y japonesa, entre otras) consta de unos juegos que suelen diferir en otras regiones. Normalmente los juegos que aparecen primero en una región (normalmente es la japonesa) suelen aparecer más tarde en las demás.
Los juegos de la consola virtual pueden ser jugados utilizando tres controles distintos. Puede usarse solo el mando de Wii (sin utilizar un mando añadido) para jugar con juegos de la NES, Master System, TurboGrafx-16 y algunos juegos de la Sega Mega Drive/Genesis. El "Wii Classic Controller", más conocido como el mando clásico (el cual se vende separado de la consola), puede usarse con todos los juegos de la consola virtual, al igual que el mando de Nintendo GameCube.
Todos los juegos de la consola virtual vienen con una configuración predeterminada en cada mando, aunque esta configuración se puede cambiar.
Como curiosidad, cabe destacar que el juego Bomberman '93 tiene soporte para 5 jugadores, teniendo que combinar los mandos de Wii con los mandos de GameCube para poder jugar todos, es decir, al menos un jugador tiene que jugar con un mando de GameCube, otro con un mando de Wii con el mando clásico mientras que los otros tres pueden jugar con el mando que quieran. Otra curiosidad es que si uno compara el mando de Wii en posición horizontal con un mando de NES son casi idénticos.

## Participación de terceros en apoyo
Empleados de Nintendo especularon que los problemas de licencia serían un factor predominante en la determinación de la disponibilidad de los juegos para la consola virtual, dando los ejemplos de GoldenEye 007 y Tetris, que podrían ser demasiado costosos de licenciar para la consola virtual.
Tecmo anunció que pensaban "agresivamente" en dar apoyo a la consola virtual para volver a lanzar clásicos como Ninja Gaiden, Rygar y Tecmo Bowl. Tecmo fue la primera compañía externa que lanzó un juego en la consola virtual (Solomon's Key de la NES). Desde entonces, Capcom y Konami, entre otros, también lanzaron diversos títulos clásicos en la Consola Virtual.
Matt Casamassina de IGN informó que los títulos de Rare que no posean personajes de Nintendo, como Banjo-Kazooie o Killer Instinct, no estarán disponibles en el servicio, debido a la adquisición de Rare por parte de Microsoft, pero Rare insinuó que había una posibilidad de que tales títulos aparezcan en la consola virtual eventualmente, esto nunca ocurrió, no obstante, la trilogía de Donkey Kong Country para SNES y Donkey Kong 64 si estuvieron disponibles.
Sega desde el primer anuncio del servicio, dejó en claro su apoyo, ya que uno de los videojuegos de lanzamiento para la Consola Virtual fue Sonic the Hedgehog de la consola Mega Drive (llamada Sega Genesis en América).
SNK Playmore anunció su intención de lanzar la serie Samurai Shodown y algunos otros juegos para la Consola Virtual. Midway Games también logró llevar juegos clásicos de Mortal Kombat a la consola virtual.
Entre las terceras empresas que dieron su apoyo a la Consola Virtual están:
- Arc System Works
- Artdink
- Atlus
- Namco Bandai
- Banpresto
- Capcom
- Chunsoft
- D4 Enterprise
- Enterbrain
- Factor 5
- FCI
- G-mode
- Hudson Soft
- Irem
- Jaleco
- Kemco
- Koei
- Konami
- Marvelous Entertainment
- Midway Games
- Natsume
- Naxat Soft
- NCS Masaya
- Netfarm
- Nihon Falcom
- Paon
- Pony Canyon
- Rocket Company
- Sega
- Spike
- Square Enix
- Sunsoft
- SNK Playmore
- Taito
- Tecmo
- Takara
- Tomy
- Tozai

## Compatibilidad con los controles clásicos
| Plataforma         | Mando de Wii | Mando clásico | Mando de GameCube |
| ------------------ | ------------ | ------------- | ----------------- |
| NES                | Sí           | Sí            | Sí                |
| SNES               | No           | Sí            | Sí                |
| N64                | No           | Sí            | Sí                |
| Mega Drive/Genesis | Algunos      | Sí            | Si                |
| TurboGrafx-16      | Sí           | Sí            | Algunos           |
| NEO-GEO            | Algunos      | Sí            | Sí                |
| Master System      | Sí           | Sí            | Sí                |
| Commodore 64       | Sí           | Sí            | Sí                |

- Aunque en el sitio oficial de Nintendo se dice que solo algunos juegos son compatibles, todos los juegos publicados hasta ahora son compatibles con los tres controladores.

El mapeo de los botones en cada controlador utilizado en cada sistema es el siguiente:
| Mando de NES  | Mando de Wii  | Mando Clásico                          | Mando de GameCube            |
| ------------- | ------------- | -------------------------------------- | ---------------------------- |
| + Control Pad | + Control Pad | + Control Pad, Control Stick Izquierdo | + Control Pad, Control Stick |
| A             | 2             | A o X                                  | A o X                        |
| B             | 1             | B o Y                                  | B o Y                        |
| Start         | +             | +                                      | Start                        |
| Select        | -             | -                                      | Z                            |

| Mando de SNES | Mando Clásico                          | Mando de GameCube            |
| ------------- | -------------------------------------- | ---------------------------- |
| + Control Pad | + Control Pad, Control Stick Izquierdo | + Control Pad, Control Stick |
| A             | A                                      | A                            |
| B             | B                                      | B                            |
| X             | X                                      | X                            |
| Y             | Y                                      | Y                            |
| L             | L                                      | L                            |
| R             | R                                      | R                            |
| Start         | +                                      | Start                        |
| Select        | -                                      | Z                            |

| Mando de N64  | Mando Clásico                             | Mando de GameCube                         |
| ------------- | ----------------------------------------- | ----------------------------------------- |
| + Control Pad | + Control Pad                             | + Control Pad                             |
| Control Stick | Control Stick Izquierdo                   | Control Stick                             |
| A             | A                                         | A                                         |
| B             | B                                         | B                                         |
| C-Arriba      | Arriba en el Control Stick Derecho        | Arriba en el C-Stick                      |
| C-Left        | Izquierda en el Control Stick Derecho     | Izquierda en el C-Stick                   |
| C-Left        | Y (Ocarina of Time)                       | Y (Ocarina of Time)                       |
| C-Down        | Abajo en el Control Stick Derecho         | Abajo en el C-Stick                       |
| C-Down        | ZL, ZR (Ocarina of Time)                  | Z (Ocarina of Time)                       |
| C-Right       | Derecha en el Control stick Derecho       | Derecha en el C-Stick                     |
| C-Right       | X (Ocarina of Time)                       | X (Ocarina of Time)                       |
| L             | Ninguno (Super Mario 64, Ocarina of Time) | Ninguno (Super Mario 64, Ocarina of Time) |
| L             | ZL, ZR (Mario Kart 64)                    | Z (Mario Kart 64)                         |
| R             | R                                         | R                                         |
| Z             | L                                         | L                                         |
| Z             | ZL, ZR (Super Mario 64)                   | Z (Super Mario 64)                        |
| Z             | L, X, Y (Mario Kart 64)                   | L, X, Y (Mario Kart 64)                   |
| Start         | +                                         | Start                                     |

- Hay algunos casos en que ciertos juegos de N64 no vibren como lo harían originalmente, para saber si es que ocurre esto uno debe ver la sección de más detalles del juego y leer esa sección.

| Mando de la Master System | Mando de Wii  | Mando Clásico                          | Mando de la GameCube         |
| ------------------------- | ------------- | -------------------------------------- | ---------------------------- |
| D-Button                  | + Control Pad | + Control Pad, Control Stick Izquierdo | + Control Pad, Control Stick |
| 1 (Start)                 | 1             | B                                      | B                            |
| 2                         | 2             | A o Y                                  | A o Y                        |
| Pause                     | +             | +                                      | Start                        |

| Mando de la Mega Drive/Genesis | Mando de Wii  | Mando Clásico                          | Mando de la GameCube         |
| ------------------------------ | ------------- | -------------------------------------- | ---------------------------- |
| D-Button                       | + Control Pad | + Control Pad, Control Stick Izquierdo | + Control Pad, Control Stick |
| A                              | A             | Y                                      | B                            |
| B                              | 1             | B                                      | A                            |
| C                              | 2             | A                                      | X                            |
| Start                          | +             | +                                      | Start                        |
| X                              | Indefinido    | L                                      | L                            |
| Y                              | Indefinido    | X                                      | Y                            |
| Z                              | Indefinido    | R                                      | R                            |
| Mode                           | Indefinido    | ZR                                     | Z                            |

| Mando de TurboGrafx-16 | Mando de Wii  | Mando Clásico                          | Mando de GameCube            |
| ---------------------- | ------------- | -------------------------------------- | ---------------------------- |
| D-Pad                  | + Control Pad | + Control Pad, Control Stick Izquierdo | + Control Pad, Control Stick |
| I                      | 2             | A                                      | A                            |
| II                     | 1             | B                                      | B                            |
| Turbo I                | A             | X                                      | X                            |
| Turbo II               | B             | Y                                      | Y                            |
| Run                    | +             | +                                      | Start                        |
| Select                 | -             | -                                      | Z                            |

| Mando de Neo-Geo | Mando de Wii  | Mando Clásico                          | Mando de GameCube            |
| ---------------- | ------------- | -------------------------------------- | ---------------------------- |
| D-Pad            | + Control Pad | + Control Pad, Control Stick Izquierdo | + Control Pad, Control Stick |
| A                | 1             | B                                      | B                            |
| B                | 2             | A                                      | A                            |
| C                | A             | Y                                      | Y                            |
| D                | B             | X                                      | X                            |
| Start            | +             | +                                      | Start                        |
| Select           | -             | -                                      | Z                            |

## Descontinuación
En octubre de 2017, Nintendo anunció que el Canal Tienda Wii sería cerrada el 31 de enero de 2019.Con el cierre, hicieron imposible comprar más juegos digitales para la consola, incluyendo los títulos de la Consola Virtual, no obstante, los usuarios que ya habrían adquirido los juegos que poseyeran en su biblioteca aún podrían tener acceso a ellos y a descargarlos en caso de haber sido eliminados. A pesar de esto, la Consola Virtual siguió estando disponible en las consolas Wii U y Nintendo 3DS.
En febrero de 2022, Nintendo anunció por medio de la red social Twitter (actualmente X) que la Nintendo eShop para las consolas de Wii U y Nintendo 3DS serían descontinuadas el 27 de marzo de 2023.Con ellas, también serían descontinuados todos los videojuegos de la Consola Virtual al ya no estar disponibles para su compra, aún así, los usuarios que previamente ya habían añadido a su biblioteca varios videojuegos del servicio, aún pueden acceder a ellos o descargarlos si estos habían sido eliminados.
La Consola Virtual fue sucedida por el servicio de Nintendo Switch Online en 2018, actualmente contando con varios títulos de las bibliotecas de NES, Super Nintendo, Game Boy, Game Boy Color, Mega Drive/Sega Genesis, Nintendo 64 y Game Boy Advance, varios de los videojuegos disponibles estuvieron en el servicio de la Consola Virtual.